# Malí en los Juegos Olímpicos de Tokio 1964
Malí estuvo representado en los Juegos Olímpicos de Tokio 1964 por dos deportistas masculinos que compitieron en atletismo.
El equipo olímpico maliense no obtuvo ninguna medalla en estos Juegos.